# Plaza Independencia de Durazno
La plaza Independencia de la ciudad de Durazno, en el departamento homónimo, se encuentra entre las calles Manuel Oribe, José Batlle y Ordóñez, Eusebio Píriz, Fructuoso Rivera.

## Historia
Tras el origen de la villa de San Pedro de Durazno en 1821, se crea la Plaza Independencia. Esta construcción tuvo como fin, por una parte instalar a las familias criollas que se encontraban distribuidas en la campaña y también crear un cuartel que le permitiera mayor ventaja al ejército trasladarse al territorio del norte. 
Quién dirigió dicha fundación fue el comandante del Regimiento de Dragones de la Unión Fructuoso Rivera, quién estaba al servicio militar portugués.
Alrededor de la plaza, que en sus comienzos se llamaba Plaza Mayor, se repartieron solares para levantar la iglesia de la villa y el camposanto.
La iglesia frente a la plaza debió ser reconstruida a causa de un incendio que sufrió en 1967. La obra de reconstrucción fue dirigida por el ingeniero Eladio Dieste. 